# Svartsenap
Svartsenap (Brassica nigra) är en ettårig växt som tillhör kålsläktet och familjen korsblommiga växter. Den tillhör alltså inte, som till exempel åkersenapen och vitsenapen, släktet senaper (Sinapis), utan bara samma familj.

## Beskrivning
Svartsenapen kan bli mellan 40 och 150 centimeter hög. De nedre bladen har få parflikar, stora ändflikar och är håriga. Längre upp har plantan smalare djupflikiga blad. Dess stjälk är grenig och nertill utstående och hårig. Blommornas gula kronblad är omkring 7–9 millimeter långa och plantan blommar mellan juli och september. Svartsenapens små svarta frön utvinns ur de 1–2 centimeter långa skidorna. Roten är en rakt nedgående pålrot, dock mycket smalare än exempelvis morotens.

## Förekomst
Ursprungligen fanns svartsenapen bara i södra medelhavsområdet. Svartsenapen påträffas idag i åkrar (och före detta åkrar), kring hamnar, längs havsstränder, vid före detta avfallsplatser samt i rabatter. Den har ingen betydande utbredning i Norden, men kan påträffas i de sydliga delarna av Sverige och Finland. Den odlas främst i Chile och USA men även i Europa. Italien är största producenten i Europa.

## Användning
Svartsenap är sällsynt och sällan naturaliserad men odlades förr. Svartsenapens frö används framför allt till framställning av starkare senapssorter; exempelvis skånsk senap och fransk dijonsenap. De vanliga sorterna av senap görs istället med frö från vitsenapen, men båda dessa arter har på senare tid fått konkurrens ifrån den indiska brunsenapen (Brassica juncea) eftersom dess frö är enklare att skörda maskinellt.
Sannolikt har svartsenap odlats i Europa sedan romersk eller till och med grekisk tid. Man vet åtminstone att Karl den store under 800-talet odlade senap vid sitt kejserliga gods.
Svartsenapens frö har även använts till att tillverka pulver och oljor som människor använt för att lindra reumatiska besvär, ledinflammationer och bronkit.

## Övrigt
Senapsfrö ingår även i olika länders seder, i Tyskland sydde man till exempel in några senapsfrön i brudklänningen för att bruden skulle få styra i äktenskapet och i Sverige spred man ibland senapsfrö runt sin gård för att hålla onda krafter borta.[källa behövs]